# Pere Riba
Pere Riba, (Barcelona, 7 april 1988) is een Spaans tennisser. Hij is prof sinds 2007. Hij kwam in 2010 voor het eerst de top 100 binnen. Zijn hoogste plaats op de ATP-ranglijst is de 65e, die hij behaalde op 16 mei 2011.
Riba schreef in zijn carrière nog geen ATP enkel of dubbelspeltoernooi op zijn naam. Wel won hij in het enkelspel vijf challengers en vier futurestoernooien.

## Prestatietabel
| Legenda | Legenda                          |
| ------- | -------------------------------- |
| g.t.    | geen toernooi gehouden           |
| l.c.    | lagere categorie                 |
| –       | niet deelgenomen                 |
| G       | uitgeschakeld in de groepsfase   |
| 1R      | uitgeschakeld in de eerste ronde |
| 2R      | uitgeschakeld in de tweede ronde |
| 3R      | uitgeschakeld in de derde ronde  |
| 4R      | uitgeschakeld in de vierde ronde |
| KF      | uitgeschakeld in de kwartfinale  |
| HF      | uitgeschakeld in de halve finale |
| F       | de finale verloren               |
| W       | het toernooi gewonnen            |
| w-v     | winst/verlies-balans             |

### Prestatietabel grand slam, enkelspel
| Toernooi        | 2010 | 2011 |
| --------------- | ---- | ---- |
| Australian Open | –    | 2R   |
| Roland Garros   | 2R   | 2R   |
| Wimbledon       | 1R   | 1R   |
| US Open         | 1R   | 1R   |